# Ciudad deportiva Bahía de Cádiz

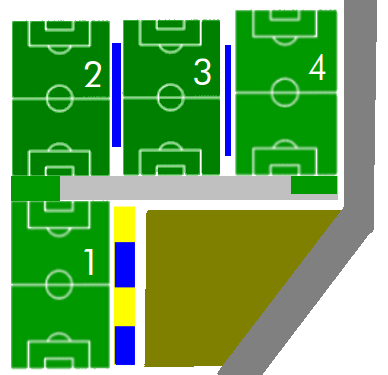
Esquema de la Ciudad Deportiva Bahía de Cádiz.

La Ciudad Deportiva Bahía de Cádiz, conocida anteriormente como Instalaciones Deportivas de El Rosal, es el complejo deportivo donde el Cádiz CF realiza sus entrenamientos, así como donde sus secciones inferiores juegan los partidos oficiales. Está ubicada en el término municipal de Puerto Real (Cádiz) España. Situada cerca del Barrio de Jarana. Se inauguró en septiembre de 2006 tras acometerse unos trabajos de remodelación total de las antiguas instalaciones. En ocasiones, también otros conjuntos de la provincia disfrutan de este complejo deportivo.
Las instalaciones cuentan con vestuarios, almacenes para material, gimnasio, zonas de aparcamiento y una sala de prensa.

## Campos
| Campo | Nombre                 | Césped     | Uso                                                                          | Graderío           |
| ----- | ---------------------- | ---------- | ---------------------------------------------------------------------------- | ------------------ |
| 1     | Ramón Blanco Rodríguez | Natural    | Entrenamientos del Cádiz CF y partidos oficiales del Cádiz CF B              | 2.500 espectadores |
| 2     | Mirandilla             | Artificial | Entrenamientos y partidos de categorías inferiores del Cádiz CF              | 500 espectadores   |
| 3     | Manuel de Diego        | Artificial | Entrenamientos y partidos de categorías inferiores del Cádiz CF              | 500 espectadores   |
| 4     | Macarty                | Natural    | Entrenamientos del Cádiz CF y partidos de categorías inferiores del Cádiz CF | 500 espectadores   |